# Jorma Tommila
Jorma Tommila (pronunciación en finés: /ˈjo̞rmɑ ˈtomːilɑ/; nacido en 1959) es un actor finlandés. Ganó el premio Jussi al mejor actor en 1997 y es conocido por interpretar a Aatami Korpi en la película Sisu (2022).

## Primeros años y vida personal
Nació en Rauma, Finlandia y pasó su juventud en Kiukainen. Su padre murió cuando Jorma tenía cuatro años, tras sufrir heridas en los pulmones en la Segunda Guerra Mundial. Fue criado por su madre y su hermana mayor, Kielo Tommila, también es actriz. Vive con su familia en Vaasa. Está casado con la actriz Ida Helander-Tommila, hermana del director Jalmari Helander. Es el padre de Onni Tommila, quien también es actor.

## Carrera
Mientras estaba en la Academia de Teatro de Helsinki en 1987, Tommila fue una de los cuatro miembros fundadores de God's Theatre, un grupo de teatro finlandés que creaba arte escénico experimental y radical, que incluía desnudez frontal total, encender extintores y arrojar heces a la multitud. Los cuatro fueron arrestados y multados y condenados a penas de prisión suspendidas y fueron expulsados de la universidad, lo que provocó disturbios de protesta por parte de sus compañeros de estudios.
En 1997, Tommila ganó el premio Jussi al mejor actor por su papel en la película The Christmas Party, dirigida por su compañero fundador de God Theatre , Jari Halonen.
En la película Sisu, filmada en Laponia  con un presupuesto de 6 millones de euros, el personaje de Tommila ha sido comparado con Rambo (interpretado por Sylvester Stallone) en la película de 1982, e incluso con John Wick (interpretado por Keanu Reeves ). También ha sido descrito como un “nuevo icono del cine de acción”. Interpreta a Aatami Korpi, un excomando y buscador de oro que encuentra oro, pero los soldados nazis le roban su recompensa. Korpi con coraje y "determinación inimaginable frente a probabilidades abrumadoras" es "un escuadrón de la muerte de un solo hombre que hará todo lo posible para recuperar su oro, incluso si eso significa matar hasta el último nazi en su camino".  Por el papel ganó el premio al mejor actor en el Festival de Cine de Sitges en 2022.

## Filmografía parcial
| Año  | Título                                  | Personaje                     | Notas               |
| ---- | --------------------------------------- | ----------------------------- | ------------------- |
| 1992 | Back to the USSR – takaisin Ryssiin     | Reima Elo                     |                     |
| 1995 | Lipton Cockton in the Shadows of Sodoma | Lipton Cockton                |                     |
| 1996 | The Christmas Party                     | Bona Merenkyla                | También coproductor |
| 2000 | Bad Luck Love                           | Ali                           |                     |
| 2003 | Raid                                    | Legionario extranjero francés |                     |
| 2004 | Vares: Private Eye                      | Antero Kraft                  |                     |
| 2007 | The Year of the Wolf                    | Jarkko Salminen               |                     |
| 2009 | The Visitor                             | Padre                         |                     |
| 2010 | Rare Exports: A Christmas Tale          | Rauno Kontio                  |                     |
| 2014 | Big Game                                | Tapio Kontio                  |                     |
| 2022 | Sisu                                    | Aatami Korpi                  |                     |